# Губа Олексій Анатолійович
Олексі́й Анато́лійович Губа — капітан Збройних сил України.

## Нагороди
8 серпня 2014 року — за особисту мужність і героїзм, виявлені у захисті державного суверенітету та територіальної цілісності України, вірність військовій присязі під час російсько-української війни, відзначений — нагороджений орденом Богдана Хмельницького III ступеня.